# La Fúmiga
La Fúmiga és un grup de música valencià nascut en la ciutat d'Alzira l'any 2012.

## Història
Al principi foren vint amics, membres de la Societat Musical d'Alzira. En l'actualitat el formen dotze, alguns provinents d'altres entitats musicals.
Les primeres actuacions s'anomenaren els Fumifest i Fumifalles on ja omplien les sales de la seua ciutat com Simbiosi. La formació que es va estrenar versionant cançons d'Aspencat, la Gossa Sorda i Obrint Pas, va crear el seu estil propi posteriorment, barrejant influències de la música de banda i de l'alternativa. En 2015 fan  el primer salt al gran públic en ser inclosos en el cartell del nou concert organitzat per la Regidoria de Cultura d'Alzira amb motiu del Nou d'Octubre. Actuaren junt a La Gossa Sorda, Txarango i Offbeaters. Componien el grup Josep Ferrer i Jose Beteta al clarinet, Adri Ull i Adrià Boscà al saxo alt; Jorge García, Sergio Romero, Ramiro Sànchez, Arnau Espanya (també tocà la dolçaina) i Patricio Soler amb la trompeta; Héctor Vila, Sergio Giménez i Nardo Palacios al trombó; Ivan Ortega i Andreu Morell amb el bombardí, Víctor Escrivà a la tuba i els percussionistes Alberto Sánchez, Xavi Cantera, Ramón Llopis, Xavi Sanchis i Àrtur Martínez. Josep Nadal, de la Gossa Sorda i la cantaora d'albaes, Àngels Cuenca, col·laboraren en sengles temes.
Este grup està format per instruments de vent i percussió propis de les bandes de carrer, a l'estil dels grups balcànics o les brass bands del centre d'Europa. Amb esta instrumentació fan un repàs al panorama musical en valencià, amb l'ska, el punk i la música llatina com a referents. Han actuat en festivals com el Feslloc, l'Aplec dels Ports, el Festivern i el Viña Rock. El seu primer àlbum, Espremedors, va de l'ska punk fins als sons més pop i llatins, i compta amb la col·laboració de veus com les de Suu, JazzWoman i Pupil·les.
La primera cançó del disc Espremedors és «Primera conjugació», una cançó que comptà amb la col·laboració de Suu, així com de Juliana Canet al videoclip. La cançó fou enregistrada a l'Atomic Studio d'Ondara per Mark Dasousa. El videoclip de la cançó es va estrenar l'11 de desembre de 2018, com a single, ja que fou llançat abans que ho fera el disc. La cançó es va tocar en directe per primera vegada al Festivern del 2018-2019.
“Espremedors” (Halley Supernova, 2019) va ser el seu disc de presentació amb temes que s'han convertit en un himne com Mediterrània, que els va posicionar amb força i els va valdre els premis Carles Santos (2020) i Premi Ovidi (2020). Després de xafar fort amb l’EP “Pròxima Parada” (Halley Supernova, 2020), guardonat amb el premi Tresdeu d’eixe any, en novembre de 2021 la Fúmiga presentà el seu següent àlbum “Fotosíntesi” (Halley Records, 2021), on troben la cara més madura de la banda, sense deixar de costat les melodies festives de la seua potent secció de vents. “Fotosíntesi” és llum i creixement, i això és el que la banda vol transmetre arran de totes les experiències viscudes al llarg dels anteriors anys. Unes lletres que parlen d’estimar i estimar-se, d’acceptar i acceptar-se, tot a ritme d’un pop festiu i mediterrani amb l’essència de sempre, que deriven en un directe potent, segell de la banda, que no deixa indiferent a cap espectador.
S'ha convertit en un grup multigeneracional amb públic des d'infants fins gent de la tercera edat.

## Discografia
- Espremedors (2019, Halley Records)
- Pròxima Parada (2020, Halley Records)
- Fotosíntesi (2021, Halley Records)
- Tot està per fer (2024, Halley Records)

Senzills
- Sokatira (2018, Halley Records)
- Muixeranga (2018, Halley Records)
- Rumb a la Vall (amb el Diluvi i Lildami) (2019)
- Cançons d’amor (amb els Catarres) (2023)
- REBOBINAR (2024, Halley Records)